# Gerard Vandenberghe
Gerard Medard Cyriel Vandenberghe (Handzame, 22 januari 1915 - Kortrijk, 14 april 1998) was een Belgisch senator en burgemeester.

## Levensloop
Vandenberghe volgde van 1929 tot 1934 een opleiding aan de normaalschool in Torhout en vervolgens aan het Hoger Instituut voor Opvoedkunde in Gent. Hij was actief lid en afgevaardigde in het gouwbureel van de KSA. Hij trad in bij de orde der dominicanen, maar kort na zijn inkleding trad hij in 1938 uit. Van 1939 tot 1946 was hij onderwijzer in Waregem.
Als reserve-kapitein nam hij deel aan de Achttiendaagse Veldtocht.
Vanaf 1946 begon hij aan een politieke loopbaan, eerst als CVP-secretaris voor het arrondissement Kortrijk. In 1958 werd hij in de Senaat verkozen als provinciaal senator voor West-Vlaanderen en vervulde dit mandaat tot in 1977. In de periode december 1971-april 1977 had hij als gevolg van het toen bestaande dubbelmandaat ook zitting in de Cultuurraad voor de Nederlandse Cultuurgemeenschap, die op 7 december 1971 werd geïnstalleerd en de verre voorloper is van het Vlaams Parlement.
Hij werd in 1968 verkozen tot gemeenteraadslid van Rollegem en van 1971 tot 1976 was hij er burgemeester.
Hij speelde vele jaren een rol in middenstandsorganisaties en was bureaulid van de Kamer van Ambachten en Neringen van West-Vlaanderen, voorzitter, bestuurder en directeur van de Federale Kas voor het Beroepskrediet voor Kortrijk, stichter en beheerder voor het Westvlaams Verbond van Krediet voor Werktuigen en van de lokale Maatschappijen voor Ambachtelijk Krediet, stichter en bestuurder van de Borgmiddenstandskrediet cv, stichter en voorzitter van het Provinciaal Informatica Bureau, gewestsecretaris en voorzitter van het NCMV van Kortrijk en voorzitter van de provinciale leersecretariaten.
In Rollegem was hij voorzitter van de kerkfabriek, de NSB Oudstrijdersbond, het zangkoor Crescendo, de Koninklijke Harmonie Sint-Cecilia en het Davidsfonds.
Hij was ook bestuurder van het Medisch Pedagogisch Instituut De Kindervriend.